# Primera División 1992-1993 (Venezuela)
La Primera División 1992-1993 fu la 73ª edizione della massima serie del campionato venezuelano di calcio, e fu vinta dal Marítimo.

## Avvenimenti
Il Marítimo, in questa stagione guidato dal cubano Miguel Sabina, ottenne il 4º titolo della sua storia, superando allo spareggio il Minervén, che era giunto a pari punti: per determinare il vincitore furono necessari i tiri di rigore. L'Unión Deportiva Lara fu retrocessa d'ufficio e rimpiazzata, nella stagione seguente, dal terzo classificato in seconda divisione, il Valencia FC.

## Partecipanti
- Anzoátegui
- Atl. Zamora
- Caracas
- Deportivo Galicia
- Deportivo Italia
- Est. Mérida
- Llaneros de Guanare
- Marítimo de V.
- Minervén
- Mineros
- Monagas
- Portuguesa FC
- Trujillanos
- Unión Táchira
- UD Lara
- U. de Los Andes

## Classifica finale
|                      | Pos. | Squadra             | Pt | G  | V  | N  | P  | GF | GS | DR  |
| -------------------- | ---- | ------------------- | -- | -- | -- | -- | -- | -- | -- | --- |
| Venezuela (bandiera) | 1.   | Marítimo de V.      | 41 | 30 | 16 | 9  | 5  | 63 | 34 | +29 |
|                      | 2.   | Minervén            | 41 | 30 | 16 | 9  | 5  | 59 | 23 | +36 |
|                      | 3.   | Caracas             | 40 | 30 | 18 | 4  | 8  | 52 | 35 | +17 |
|                      | 4.   | Unión Táchira       | 39 | 30 | 17 | 5  | 8  | 53 | 34 | +19 |
|                      | 5.   | Mineros             | 38 | 30 | 15 | 8  | 7  | 62 | 35 | +27 |
|                      | 6.   | Trujillanos         | 38 | 30 | 13 | 12 | 5  | 46 | 34 | +12 |
|                      | 7.   | Anzoátegui          | 34 | 30 | 12 | 10 | 8  | 54 | 39 | +15 |
|                      | 8.   | Est. Mérida         | 34 | 30 | 13 | 8  | 9  | 39 | 26 | +13 |
|                      | 9.   | UD Lara             | 34 | 30 | 11 | 12 | 7  | 32 | 25 | +7  |
|                      | 10.  | Monagas             | 32 | 30 | 13 | 6  | 11 | 49 | 34 | +15 |
|                      | 11.  | Llaneros de Guanare | 27 | 30 | 8  | 11 | 11 | 33 | 45 | -12 |
|                      | 12.  | U. de Los Andes     | 20 | 30 | 5  | 10 | 15 | 27 | 55 | -28 |
|                      | 13.  | Atl. Zamora         | 18 | 30 | 6  | 6  | 18 | 21 | 61 | -40 |
|                      | 14.  | Deportivo Italia    | 17 | 30 | 5  | 7  | 18 | 26 | 53 | -27 |
|                      | 15.  | Deportivo Galicia   | 15 | 30 | 3  | 9  | 18 | 29 | 63 | -34 |
|                      | 16.  | Portuguesa FC       | 12 | 30 | 4  | 4  | 22 | 19 | 68 | -49 |

Legenda:

         Campione del Venezuela 1992-93 e qualificato alla Coppa Libertadores 1994
         Qualificato alla Coppa Libertadores 1994
         Qualificato alla Coppa CONMEBOL 1993
Due punti a vittoria, uno a pareggio, zero a sconfitta.

## Spareggio per il titolo

### Andata
| Puerto Ordaz 6 giugno 1993 | Minervén | 1 – 0 | Marítimo |  |

### Ritorno
| Caracas 13 giugno 1993                           | Marítimo             | 1 – 0 | Minervén |  |
| \| \| \| \| \| – \| Tiri di rigore 7 – 6 \| – \| |                      |       |          |  |
|                                                  |                      |       |          |  |
| –                                                | Tiri di rigore 7 – 6 | –     |          |  |

## Statistiche

### Classifica marcatori
| Gol |  |  | Giocatore       | Squadra        |
| --- |  |  | --------------- | -------------- |
| 21  |  |  | Herbert Márquez | Marítimo de V. |